# Драгутин Анастасијевић
Драгутин Анастасијевић (Крагујевац, 30. јул 1877 — Београд, 20. август 1950) био је српски класични филолог, византолог, универзитетски професор и академик.

## Биографија
Рођен је у Крагујевцу 30. јула (18. јула по старом календару) 1877. Класичну гимназију је завршио у Београду, а 1900. је дипломирао класичну филологије на Великој школи у Београду. У Минхену је код Карла Крумбахера студирао византологију и новогрчку филологију те докторирао 1905. године.
Био је први византолог у Београду. Године 1906. је постављен за привременог, 1908. за сталног доцента, а 1919. за ванредног професора византологије на Филозофском факултету у Београду.
Оснивач је семинара за византологију у Београду. Од 1920. године професор је грчког језика и византијске културе на Богословском факултету у Београду (1920 — 1941).
За редовног члана САН (Српске академије наука) изабран је 22. марта 1946. године.
Његова докторска дисертација је била из области филологије, али се касније бавио историјом Византије и византијско-словенских односа, проучавао је постанак Самуиловог царства и хронологију ратова са руским кнезом Свјатославом, питањима византијске дипломатије.
Много се бавио и српском средњовековном историјом. Највише је проучавао српско-византијске односе, Свету гору и манастир Хиландар.
У Енциклопедији Срба, Хрвата и Словенаца објавио је преко две стотине прилога који су посебно објављени у његовом делу "Византија и Византијци: Енциклопедијски речник" (Београд 1994).
Важнији радови
- Анастасијевић, Драгутин (1910). „Писмо Цариградског Патријарха Константија о проглашењу афтокефалне српске цркве од 1832. године месеца јануара”. Споменик СКА. 42: 9—15.
- Анастасијевић, Драгутин (1911). „Година смрти Немањине”. Глас СКА. 86: 135—140.
- Анастасијевић, Драгутин (1913). „Још о години смрти Немањине”. Глас СКА. 92: 63—109.
- Анастасијевић, Драгутин (1914). Отац Немањин. Београд: Штампарија Доситије Обрадовић.
- Анастасијевић, Драгутин (1922). „Две Душанове грчке хрисовуље”. Споменик СКА. 55: 32—36.
- Анастасијевић, Драгутин (1922). „Српски Архив Лавре Атонске”. Споменик СКА. 56: 6—21.
- Анастасијевић, Драгутин (1933). „Кроз једну збирку новијих аката Цариградске патријаршије о њеним епархијама” (PDF). Богословље. 8 (2): 109—123. Архивирано из оригинала 22. 02. 2025. г. Приступљено 22. 02. 2025.
- Анастасијевић, Драгутин (1934). „Летопис Никољски” (PDF). Богословље. 9 (4): 364—370. Архивирано из оригинала 22. 02. 2025. г. Приступљено 22. 02. 2025.
- Анастасијевић, Драгутин (1935). „Је ли Свети Сава крунисао Првовенчаног?” (PDF). Богословље. 10 (2-3): 211—312. Архивирано из оригинала 22. 02. 2025. г. Приступљено 22. 02. 2025.
- Анастасијевић, Драгутин (1936). „Свети Сава је умро 1236 године” (PDF). Богословље. 11 (3): 237—275. Архивирано из оригинала 22. 02. 2025. г. Приступљено 22. 02. 2025.
- Анастасијевић, Драгутин (1939). „Једина византиска царица Српкиња”. Браство. 30: 26—48.
- Анастасијевић, Драгутин (1940). „Још једна беседа поводом смрти Јелене Драгаш”. Браство. 31: 78—84.
- Анастасијевић, Драгутин (1941). „Трећа посмртна беседа Јелени Драгашевој и још неколики грчки текстови о Србима”. Браство. 32: 50—61.